# Bitka kod Misičea
Bitka kod Misičea (Misiche, Mesiche ili Massice) odigrala se je u Mezopotamiji na početku 244. godine između rimske vojske na čelu s carem Gordijanom III. na jednoj, i perzijske vojske na čelu s kraljem Šapurom I. Velika rimska vojska pod Gordijanom je napala Perziju 243. kako bi povratila teritorije izgubljene za vrijeme Gordijanovih prethodnika. Na samom početku pohoda Rimljani su porazili Perzijance kod Resene i natjerali Perzijance na povlačenje u Mezopotamiju. Međutim, pobjednički vojskovođa Timesitej se razbolio i umro, a car Gordijan mu nije bio dostojna zamjena.
Bitka se odigrala u blizini današnje Faludže. Perzijanci su u njoj odnijeli pobjedu. Perzijski izvori navode da je tada poginuo i sam Gordijan. Rimski izvori, pak navode da je Gordijan umro nešto kasnije, odnosno u pobuni svojih razočaranih vojnika. U svakom slučaju, novi car Filip Arapin je započeo pregovore sa Šapurom i pristao na ponižavajuće uvjete, odrekavši se velikog dijela teritorija i isplativši veliku odštetu.